# Бажьё, Пенелопа
Пенелопа Бажьё (род. 22 января 1982, XIV округ Парижа) — французский иллюстратор и дизайнер комиксов. Её комиксы Les Culottées («Дерзкие») были выпущены на английском языке как графический роман Brazen: Rebel Ladies Who Rocked the World. Книга получила широкое признание и была переведена на 11 языков.
20 июля 2019 года на Comic-Con в Сан-Диего получила за Les Culottées премию Айснера за лучшее издание международного материала в США.

## Биография
Пенелопа Бажьё изучала анимацию в Высшей национальной школе декоративного искусства (ENSAD) в Париже, окончила её в 2006 году. Затем училась в Центральном колледже искусства и дизайна имени Святого Мартина, получила степень бакалавра экономических и социальных наук. Состоит в рок-группе, где играет на барабанах.
У Пенелопы есть старшая сестра Клементина.
В феврале 2013 года на 40-м Международном фестивале комиксов в Ангулеме министр культуры и коммуникаций наградил её Орденом Искусств и литературы.
В 2016 году Бажьё создала блог Les Culottées для Le Monde, который в конечном итоге был собран в виде книги и издан в 2018 году. Она создавала по одному комиксу в неделю в течение 30 недель, изначально на французском языке. В каждом комиксе фигурировала женщина с необычной или вдохновляющей историей. В английской версии издания 29 рассказов вместо оригинальных 30, поскольку была удалена история «Пхулан Деви, индийская королева бандитов», в которой рассказывалось об изнасиловании 10-летней девочки её мужем. Les Culottées переведён на 11 языков, и каждая версия немного отличается из-за местных ограничений.
В январе 2020 года опубликовала графический роман по произведениям Роальда Даля «Ведьмы», любимой книге её детства.

## Работы
- Exquisite Corpse. — First Second, 2015-05-05. — P. 1–. — ISBN 978-1-62672-082-4.
- California Dreamin': Cass Elliot Before The Mamas &amp; the Papas. First Second. 2017. ISBN 978-1-62672-546-1
- Brazen: Rebel Ladies Who Rocked the World. First Second. 2018. ISBN 978-1-62672-869-1
- The Witches: The Graphic Novel. 2020. ISBN 978-1-338-67743-0

## Награды
- 2011:
  - Премия SNCF Международного фестиваля комиксов в Ангулеме за Exquisite Corpse
  - Премия dBD за Exquisite Corpse
- 2013: кавалер Ордена искусств и литературы
- 2018: Премия Харви за лучшую европейскую книгу за California Dreamin'[13]
- 2019: Премия Айснера (лучшее издание международного материала в США) за Les Culottées